# Antonio de Fuentelapeña
Fray Antonio de Fuentelapeña, en el mundo Rafael Arias y Porres (Fuentelapeña, provincia de Zamora, marzo de 1628 - ¿1702?), fraile capuchino, teólogo, escritor ascético y demonólogo español.

## Biografía
Era de sangre noble (nació en la casa solariega de los Arias y Porres, con el nombre mundano de Rafael Elías) y tuvo como hermanos a José Arias y Porres, clérigo menor; Gómez Arias y Porres, Regidor perpetuo de Medina del Campo y alcalde de su fortaleza, y Manuel Arias y Porres, caballero del hábito de San Juan de Malta, Comendador de las Encomiendas de Los Yébenes y del Viso, Vicecanciller de su Religión, Gobernador del Consejo de Castilla y luego Arzobispo de Sevilla y Cardenal.
Recibió el hábito capuchino en Salamanca (23 de diciembre de 1643) y se ordenó sacerdote en 1651. En su orden desempeñó los cargos de Secretario provincial (1659-1670), Custodio general (1670-1672) y Ministro Provincial (1672-1675).Fue un incansable promotor de las misiones populares capuchinas, principalmente en los territorios de lo que entonces era Castilla la Vieja. Algunas de sus ideas sobre el ejercicio misional fueron retomadas un siglo después para la creación de los colegios de misioneros.
En 1677 es designado Visitador y Comisario de las Provincias capuchinas de la isla de Sicilia. Llegó allí en mayo de 1677 y allí estuvo hasta el Capítulo general de 1678. Su trabajo allí consistió en poner orden entre las desavenencias entre el juez del Rey u el padre General Esteban de Cesena. Allí descubrió una conjura de mesineses y franceses en Siracusa contra las armas de España que pretendía arrebatar Sicilia al dominio español y logró que la Orden de Malta lo ayudase gracias a su hermano Manuel Arias, que era caballero en la misma, y su tío Fernando Villalobos. Pese a estos méritos, el embajador en Roma lo acusó de no haber querido elegir al padre Francisco de Jerez como definidor general y estar conchabado con los franceses. A la vuelta a España se lo desterró a Portugal, no sin antes referirlo todo en un memorial impreso. Residió allí en Yelves y solo se le dio permiso para volver en 1681. Pese a sus achaques salió elegido Provincial por segunda vez en 1690 y tuvo que renunciar precisamente por ellos, conformándose con ser primer Definidor. Se dedicó a escribir sus libros y se cree falleció más o menos en 1702. 
Fue un gran entusiasta, propagador y promotor de la devoción al Eterno Padre, y levantó en la iglesia de San Antonio del Prado una capilla con su imagen e importantes reliquias, fundó además una Congregación en su honor v le dio constituciones propias que fueron aprobadas por el Cardenal Portocarrero el 25 de agosto de 1693. A esta congregación pertenecieron los reyes y familia real, el Nuncio y otras distinguidas personalidades, e hizo también se erigiesen Congregaciones similares en otras partes. Incluso la iglesia del convento de Tarancón fue dedicada a la primera Persona de la Santísima Trinidad. Compuso el oficio y la misa en honor del Eterno Padre y se valió de la influencia de Carlos II y de la recomendación de treinta Obispos para conseguir su aprobación en Roma. Sin embargo las dificultades puestas por el Promotor de la Fe en 1696 echaron a perder estos deseos. 
Entre sus obras destaca ciertamente una formidable imaginación, incluso calenturienta, que llega a atisbar y a formular una teoría de la atracción universal en 1676 diez años antes de que Newton difundiera la suya y especula incluso con los principios de la aviación y la radiotelefonía.
En su Ente dilucidado indaga sobre la naturaleza de los duendes, trasgos, fantasmas y otros longaevi. Asegura que son animales corpóreos vivos e irracionales, y no son ángeles ni demonios, ni tampoco ánimas separadas o unidas a un cuerpo. En Retrato divino usa su mejor prosa con motivo ascético y en Escuela de la verdad dejó inconcluso otro tratado ascético dispuesto en forma de diálogo entre el sacerdote confesor y Lucinda, el alma. En esta obra se esclarece el tema de la heterodoxia molinosista y se remite constantemente a los autores clásicos de la mística barroca: santa Teresa y san Juan de la Cruz. Al final del texto, el capuchino enunció que este sería el primero de tres volúmenes sobre el tema, lo que la muerte le impidió. 
En el siglo XVIII el Ente dilucidado cayó en un gran descrédito a causa de las críticas ilustradas del benedictino padre Benito Jerónimo Feijoo, enemigo de su gran credulidad a las más dispares supersticiones populares.

## Obras
- El Ente dilucidado. Discurso único novísimo en que muestra hay en la naturaleza animales irracionales invisibles y cuáles sean, Madrid, 1676. 2.ª ed., Escuela de la verdad, en que se enseña a Lucinda y debaxo de su nombre, a todas las Almas, que tocadas de la luz Divina aspiran a la perfección.Madrid, 1677. Hay edición moderna de Javier Ruiz, Madrid: Editora Nacional, 1978.
- Retrato divino, en que para enamorar las almas se pintan las divinas perfecciones con alusión a las facciones humanas. 1ª ed., Madrid, Juan García Infanzón, 1685. 2ª ed., Madrid: Melchor Álvarez, 1688.
- Escuela de la verdad, en que se enseña a Lucinda y debaxo de su nombre, a todas las Almas, que tocadas de la luz Divina aspiran a la perfección. Los medios verdaderos que han de escoger, y los engaños que han de dexar, para llegarla felizmente a conseguir. Tratado primero de la Oración mental..., Madrid, 1701.